# Douglas Stewart (monteur)
Pour les articles homonymes, voir Douglas Stewart et Stewart.
Samuel Douglas Stewart est un monteur américain ayant travaillé pour le cinéma et la télévision, né le 29 mars 1919 à Vancouver (Colombie-Britannique, Canada) et mort le 3 mars 1995 à Calabasas (Californie, États-Unis).

## Filmographie (sélection)

### Cinéma
- 1953 : Le Voyage de la peur (The Hitch-Hiker) d'Ida Lupino
- 1972 : La Légende de Jesse James (The Great Northfield Minnesota Raid) de Philip Kaufman
- 1976 : Le Dernier des géants (The Shootist) de Don Siegel
- 1977 : Un espion de trop (Telefon) de Don Siegel
- 1978 : L'Invasion des profanateurs (Invasion of the Body Snatchers) de Philip Kaufman
- 1980 : Le lion sort ses griffes (Rough Cut) de Don Siegel
- 1983 : L'Étoffe des héros (The Right Stuff) de Philip Kaufman

### Télévision
- 1958-1959 : M Squad (23 épisodes)
- 1959-1960 : Markham (11 épisodes)
- 1960-1961 : The Deputy (23 épisodes)
- 1962-1965 : Suspicion (31 épisodes)
- 1967-1973 : L'Homme de fer (13 épisodes)

## Distinctions

### Récompenses
- Oscars 1984 : Oscar du meilleur montage pour L'Étoffe des héros